# Heinrich von Pitreich
Heinrich von Pietrich (Laibach, 10 novembre 1841 – Vienna, 13 gennaio 1920) è stato un generale austro-ungarico e dal 1902 al 1906 Ministro della guerra dell'Impero austro-ungarico.

## Biografia
Heinrich von Pitreich era nato a Laibach (oggi Lubiana) da una famiglia nobilitata nel 1765 per merito del suo bisnonno il giurista Michael von Pitreich (1710-1775), Landmann di Carinzia, nonché giudice a Graz, Salisburgo e Seckau, e così pure decano dell'Università di Graz. Suo padre Vincent von Piterich era consigliere imperiale e membro del Landtag di Carinzia, mentre sua madre era la nobile Marie Steiner (1814-1884).
Heinrich decise ancora giovane di intraprendere la carriera militare e dopo aver frequentato l'accademia del genio di Klosterbruck ne uscì col grado di Tenente nel 1859. Nel 1866 venne unito come ufficiale militare preposto alla difesa delle rocche di Varsavia e venne incluso nello staff per la riparazione ed il mantenimento in uso di quelle strutture militari. Nel 1871, nominato Capitano e comandante generale del personale, entrò poi nello staff generale dal 1876 e dal 1882 venne nominato Tenente Colonnello. Nel 1883 von Pitreich venne assunto quale capo di stato maggiore del dipartimento del ministero della guerra e due anni più tardi venne nominato Colonnello. Nel 1890 entrò a far parte del consiglio di amministrazione del ministero e dal 1891 venne nominato Maggiore Generale.
Divenne quindi comandante della divisione di stanza a Przemyśl e nel 1895 venne nominato Luogotenente Feldmaresciallo. Dal 1896 venne nominato deputato generale del Feldzeugmeister Friedrich von Beck-Rzikowsky e fu durante questo periodo che si trovò coinvolto nelle manovre diplomatiche per la formazione della Triplice alleanza comprendente Impero tedesco, Regno d'Italia e Impero austro-ungarico.
Il 19 dicembre 1902 venne nominato Ministro imperiale della Guerra succedendo al barone Edmund von Krieghammer e nel 1903 emanò fin dall'inizio dei nuovi regolamenti per l'esercito che vennero approvati dall'Imperatore che prevedevano l'entrata in uso delle mitragliatrici nell'esercito e, oltre alle precedenti adozioni della lingua tedesca come lingua ufficiale dell'esercito, anche la conoscenza delle altre lingue dell'Impero da parte di tutti gli ufficiali di comando.
Durante il suo mandato si aprì inoltre una grave crisi con l'Ungheria e per dimostrarsi aperto a questa compagine dell'esercito impose che nei tribunali militari ungheresi venisse ammesso l'ungherese come lingua processuale. Questo suo buonismo cozzò in netto contrasto con la politica autocratica ed accentratrice dell'arciduca Francesco Ferdinando d'Austria, erede al trono, col quale ebbe molti contrasti personali che perdurarono sino al 23 ottobre 1906 quando proprio l'arciduca fece destituire il generale. Per difendere le proprie ragioni negli anni della pensione si dilettò come scrittore di numerosi memoriali e opere di tipo militare.
Il barone von Pitreich morì a Vienna il 13 gennaio 1920.

## Opere
- Die Einheit der osterreichisch-ungarischen Armee : militar-politische Betrachtung eines alten Soldaten aus dem Ungarischen., C.W. Stern, Wien, 1905
- Meine Beziehungen zu den Armeeforderungen Ungarns verbunden mit der Betrachtung dermaliger internationaler Situation, Braumüller, Wien, 1911
- Entgegnung auf den Festgruss des Professors Dr. Hermann Oncken zur Gedächtnisfeier an die Leipzigerschlacht : ("Neue Freie Presse" vom 17. Okt. 1. J.), Seidel, Wien, 1913